# Juraj Nikolac
Juraj Nikolac est un joueur d'échecs croate né le 22 avril 1932 à Metković, grand maître international depuis 1979.

## Biographie et carrière
Nikolac était professeur de physique.

### Compétitions par équipe
Il remporta la coupe Mitropa ainsi qu'une médaille d'or individuelle à deux reprises : en 1979 (il jouait au deuxième échiquier de l'équipe de Yougoslavie et marqua cinq points sur six) et en 1998 (au quatrième échiquier de la Croatie il marqua quatre points sur cinq). Il reçut le titre de Grand maître international en 1979

### Palmarès
Nikolac a remporté les tournois de
- Wijk aan Zee 1976 (groupe B, ex æquo avec Beilin, devant Christiansen et Ligterink),
- Amsterdam 1976 (tournoi IBM B, deux point devant Ftacnik, Langeweg et Ligternik),
- Vrnjačka Banja 1978 (ex æquo avec Adrian Mikhaïltchichine, devant Jansa),
- Eerbeek 1978 (devant Hans Böhm)
- Bela Crkva 1982
- Oberwart 1982 et 1985
- Maribor 1983 et 1987
- Bled 1986
- Linz 1986.

Il fut deuxième ex æquo du championnat de Croatie en 1969 (derrière Vlatko Kovačević), deuxième ex æquo de l'open de Vienne 1971 (derrière Milan Vukić), deuxième de l'open de Bari 1974, troisième ex æquo du tournoi de la pais à Rovinj-Zagreb en 1975 (victoire de Sax devant Kovacevic), troisième ex æquo du championnat de Yougoslavie 1978, deuxième du tournoi de Dortmund 1979.

### Vice-champion du monde senior
En 1992, il termina deuxième ex æquo du championnat du monde sénior remporté par Efim Geller.

## Publication
- Juraj Nikolac, L'héritage de Philidor, Montpellier, Olibris, 2006.